# Óscar Faura
Óscar Faura (Barcelona, 1975) és un director de fotografia barceloní.

## Carrera
Faura es va graduar a l'ESCAC - Escola Superior de Cinema i Audiovisuals de Catalunya i és director de fotografia des de 1999, treballant tant en la indústria cinematogràfica com en la publicitat. Va rodar l'èxit internacional L'orfenat (2007), nominada als Premis del Cinema Europeu i va obtenir més aclamacions per The Impossible (2012), protagonitzada per Naomi Watts i Ewan McGregor. Altres pel·lícules que han tingut èxit en els seus crèdits són Mindscape (2013). És col·laborador freqüent del director Juan Antonio Bayona.
Al novembre de 2013, va acabar de rodar la pel·lícula de drama històric The Imitation Game (Desxifrant l'Enigma) (2014), protagonitzat per Benedict Cumberbatch i estrenada als Estats Units per The Weinstein Company.

## Filmografia
| Any  | Pel·lícula                               | Director             | Notes |
| ---- | ---------------------------------------- | -------------------- | --- |
| 1999 | Endorra                                  | Fernando Mainguyague | Curtmetratge |
| 2005 | Hombre                                   | Augusto de Fraga     | Curtmetratge |
| 2007 | L'orfenat                                | Juan Antonio Bayona  | Millor fotografia als VI Premis Barcelona de Cinema Premi Central Ohio Film Critics Association a la millor fotografia Nominat - Premi del Cinema Europeu al millor director de fotografia europeu Nominat- Cercle d'Escriptors Cinematogràfics a la millor fotografia |
| 2007 | Las manos del pianista                   | Sergio G. Sánchez    | Telefilm |
| 2009 | Spanish Movie                            | Javier Ruiz Caldera  | |
| 2010 | Els ulls de la Júlia                     | Guillem Morales      | Nominat- Gaudí a la millor fotografia |
| 2012 | El cuerpo                                | Oriol Paulo          | |
| 2012 | The Impossible                           | J. A. Bayona         | Gaudí a la millor fotografia Nominat- Cercle d'Escriptors Cinematogràfics a la millor fotografia Nominat- Goya a la millor fotografia |
| 2013 | Mindscape                                | Jorge Dorado         | |
| 2014 | The Imitation Game (Desxifrant l'Enigma) | Morten Tyldum        | Nominat- ASC Award for Outstanding Achievement in Cinematography |
| 2016 | Un monstre em ve a veure                 | J. A. Bayona         | Goya a la millor fotografia Nominat- Gaudí a la millor fotografia |
| 2018 | Jurassic World: El regne caigut          | J. A. Bayona         | Nominat- Gaudí a la millor fotografia |

### Operador de càmara
- Los sin nombre (1999)
- Los cuentos de tío Paco (1999)
- REC 2 (2007)

### Director de fotografia: segona unitat
- Fràgils (2005)
- El camino de los ingleses (2006)
- Transsiberian (2008)
- Agora (2009)
- Biutiful (2010)